# The Simpsons Ride

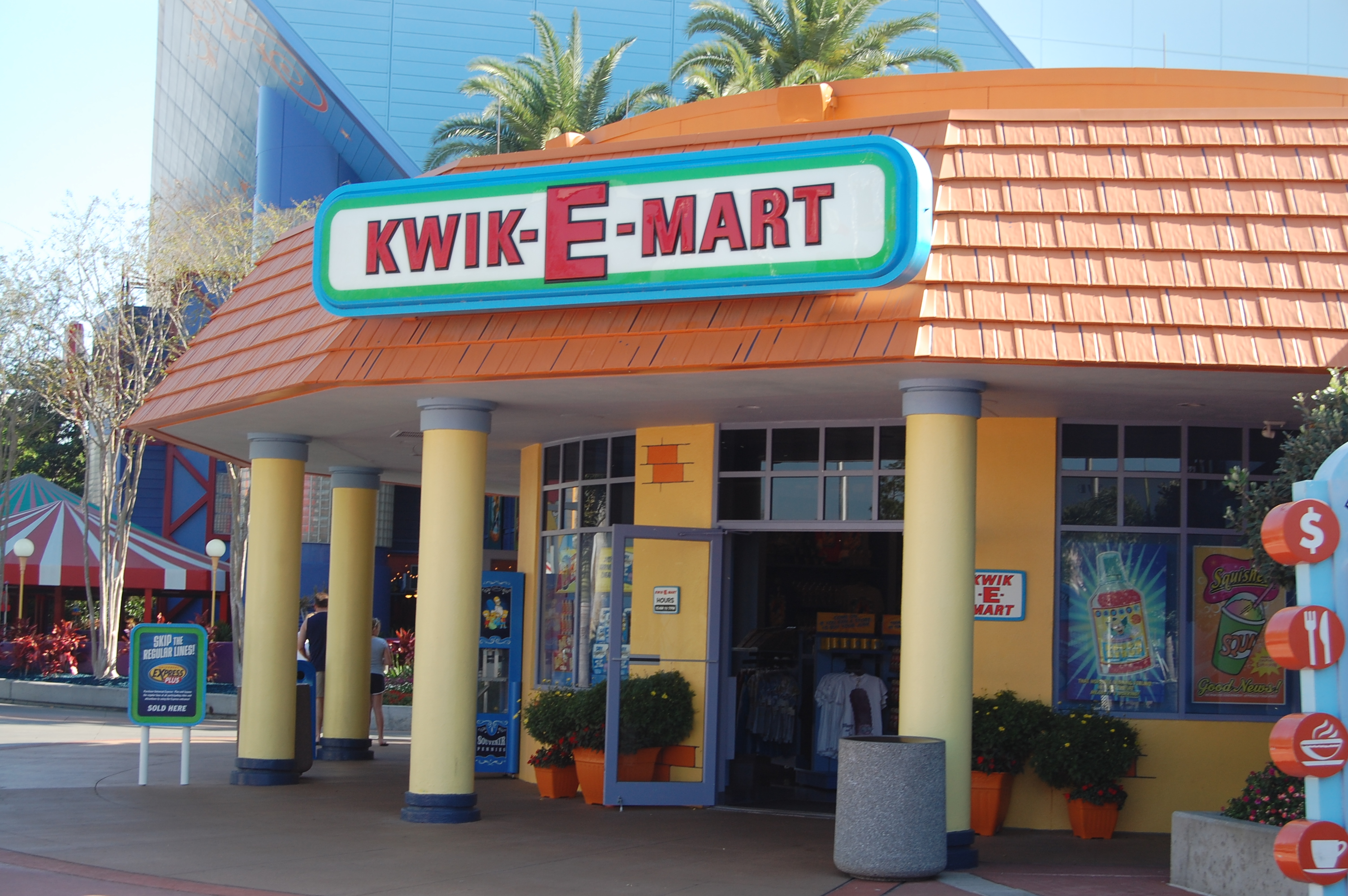
Simpsons Ride winkel.

The Simpsons Ride is een simulatorattractie in Universal Studios Florida en Universal Studios Hollywood, gebaseerd op The Simpsons. Op beide locaties heeft de attractie de plek ingenomen van Back to the Future: The Ride. De attractie in Universal Studios Florida opende zijn deuren op 23 april 2008, en die in Hollywood op 19 mei 2008.
De rit duurt zes minuten, maar wordt voorafgegaan door een voorshow. De attractie speelt zich af in een pretpark genaamd Krustyland. 24 bekende personages uit de serie komen in de attractie voor, waaronder de familie Simpson, Krusty en Sideshow Bob.

## Attractie
In de voorshow is te zien hoe Sideshow Bob ervoor zorgt dat Krusty de Simpsons kiest om de nieuwste attractie in zijn park genaamd de "Thrilltacular: Upsy-Downsy Spins-Aroundsy Teen-Operated Thrillride", uit te testen. Bart kiest vervolgens de mensen uit het publiek zogenaamd als de tweede groep die mee mag de attractie in.
De attractie zelf is een bewegingssimulator die de indruk wekt dat de mensen in de attractie in de achtbaan zitten, in het karretje achter de Simpsons. Terwijl het karretje over de achtbaan raast, probeert Sideshow Bob de kar te raken met een sloopkogel. Vervolgens splitst het karretje zich op, en komen de personages in verschillende omgevingen terecht, waaronder het huis van de Simpsons zelf.

## Achtergrond
Plannen voor The Simpsons Ride doken voor het eerst op twee jaar voor de opening. James L. Brooks en Matt Groening werkten mee aan de ontwikkeling van de attractie. Muziek voor de rit werd gecomponeerd door James Dooley, die ook meewerkte aan The Simpsons Movie.
De bouw van de attractie begon in Florida in mei 2007. In Hollywood begon de bouw in september 2007.
De attractie maakt gebruik van een IMAXscherm en een Sony projector. Er zijn 24 karretjes in de attractie, elk geschikt voor acht mensen.

## Personages
Meer dan 24 personages uit de serie komen voor in de attractie, waaronder: Bart Simpson, Maggie Simpson, Homer Simpson, Lisa Simpson, Marge Simpson, Abraham Simpson, Krusty, Sideshow Bob, Nelson Muntz, Ralph Wiggum, Groundskeeper Willie, Squeaky Voiced Teen, Hans Moleman, Barney Gumble, Kang & Kodos, Patty en Selma Bouvier, Clancy Wiggum, Apu Nahasapeemapetilon, Moe Szyslak, Professor Frink, Cletus Spuckler, Snake Jailbird, Milhouse Van Houten en Martin Prince.
Als referentie naar het feit dat de attractie de plaats heeft ingenomen van “Back to the Future: The Ride” komt er ook een Simpsonsversie van Dr. Brown voor in de attractie. Zijn stem wordt gedaan door Christopher Lloyd, de acteur die dit personage speelde in de Back to the Future-films.